# Александро-Павловка
Александро-Павловка — деревня в Сампурском районе Тамбовской области России. Входит в состав Сатинского сельсовета.

## География
Деревня находится на юге центральной части Тамбовской области, в лесостепной зоне, в пределах Окско-Донской низменной равнины, на левом берегу реки Осиновки, на расстоянии примерно 17 километров (по прямой) к востоку от Сатинки, административного центра района. Абсолютная высота — 172 метра над уровнем моря.

### Климат
Климат умеренно континентальный, относительно сухой. Средняя температура воздуха самого холодного месяца (января) — −11,5 — −10,5 °C (абсолютный минимум — −39 °C); самого тёплого месяца (июля) — 19,5 — 20,5 °C (абсолютный максимум — 40 °С). Среднегодовое количество атмосферных осадков варьирует в пределах от 400 до 650 мм. Продолжительность залегания снежного покрова составляет в среднем 145 дней.

### Часовой пояс
Деревня Александро-Павловка, как и вся Тамбовская область, находится в часовой зоне МСК (московское время). Смещение применяемого времени относительно UTC составляет +3:00.

## История
Деревня впервые упоминаемая в документах шестой ревизии 1811 года по Кирсановскому уезду как «Сельцо Александрово-Павловское», принадлежало помещице Александре Михайловне Болотовой. В сельце числилось крепостных крестьян 14 мужских душ, в том числе: Евстигнеев Дмитрий, Алексеев Иван, Егоров Иоким (домохозяева 3-х крестьянских домов).
В переписной книге указано, что означенные крестьяне записаны по прежней ревизии 1795 года в деревне "Болотовой" и переведены оттуда в 1805 году в вышеозначенное сельцо. Следовательно, современная деревня Александро-Павловка основана в 1805 году.
По документам ревизии 1816 года сельцо числится за коллежским асессором Павлом Андреевичем Болотовым (1771–1850), сына ученого историка-литератора Андрея Болотова. В нём проживали крепостные мужского пола - 189, женского пола - 144 человека. Среди крестьян Андрей Федоров, Максим Корнеев, Егор Иевлев, Поликарп Карпов, Борис Устинов, Никита Родионов, Михаил Марков, Сидор Ксенофонтов и другие. В книге указано, что часть крестьян достались от покойной матери Марии Михайловны Болотовой в 1815 году, а часть - куплены в 1815 году у помещицы Варвары Антоновой из села Коптево.
В 1911 году в Александро-Павловке числилось крестьянских дворов - 75 с населением: мужского пола - 219, женского пола - 218 человек.

## Население
| 2010 |
| ---- |
| 73   |

### Половой состав
По данным Всероссийской переписи населения 2010 года в гендерной структуре населения мужчины составляли 45,2 %, женщины — соответственно 54,8 %.

### Национальный состав
Согласно результатам переписи 2002 года, в национальной структуре населения русские составляли 99 % из 107 чел.